# Wolf WR7

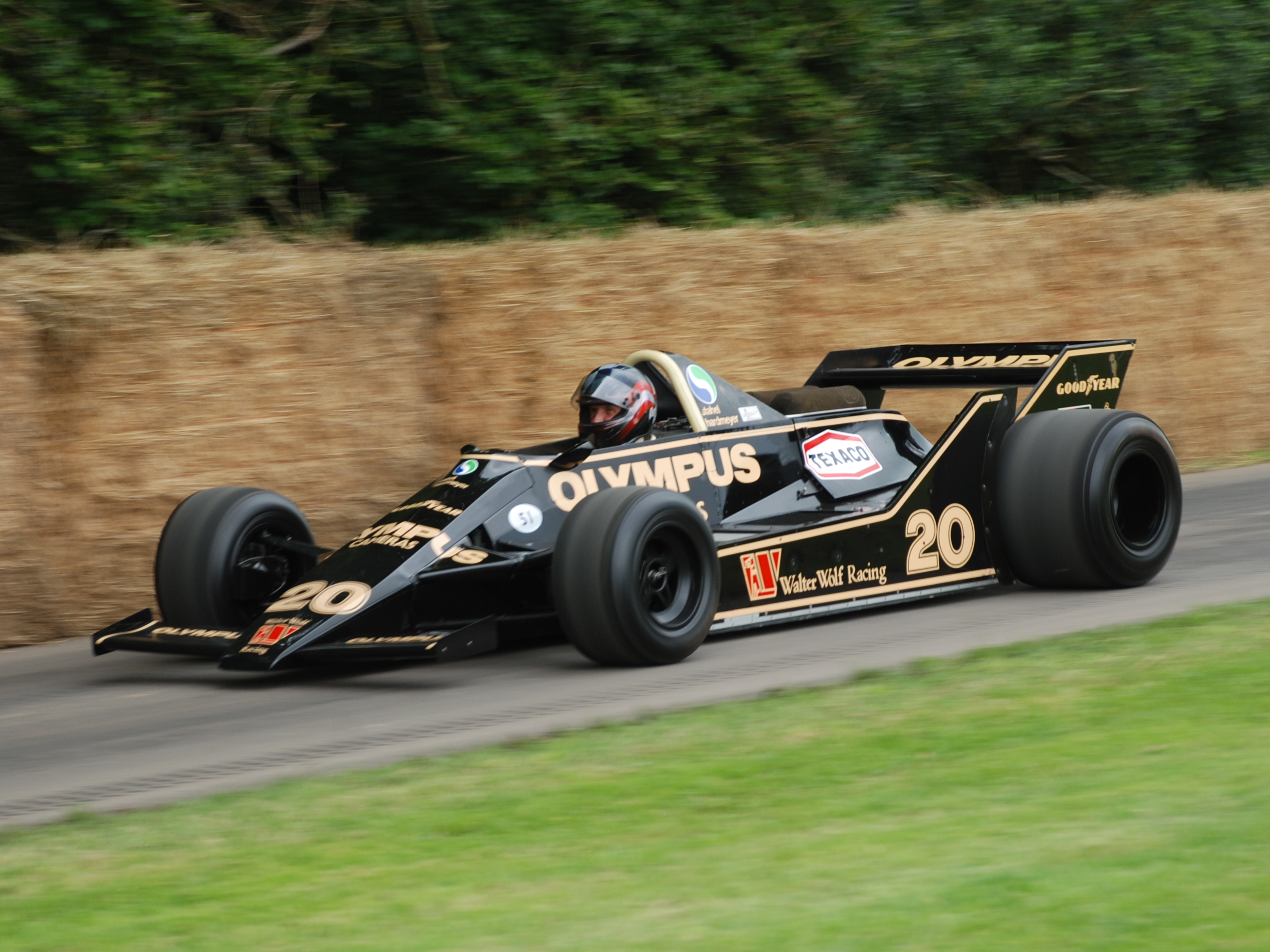
Wolf WR7 en el Festival de la Velocidad de Goodwood 2016.

El Wolf WR7, también conocido como WR8, WR9 y WR8/9, fue un monoplaza de Fórmula 1 que compitió en la temporada 1979. Sus pilotos fueron Keke Rosberg y James Hunt. El motor era un Ford Cosworth DFV.
El monoplaza fue diseñado por Harvey Postlethwaite, responsable del diseño del Hesketh 308 con el que James Hunt ganó su primera carrera. Hunt al poco tiempo de pilotar para el equipo Wolf en 1979, se marchó de la categoría, después del Gran Premio de Mónaco de 1979. Keke Rosberg asumió entonces la responsabilidad de sustituirle en el equipo para lo que restaba de temporada.
Al concluir la temporada 1979 de Fórmula 1, Walter Wolf, propietario del equipo, se marchó de Fórmula 1 y vendió todos los activos de la compañía a los hermanos Wilson y Emerson Fittipaldi para usarse en el equipo de este último. Este modelo fue la base del Fittipaldi F7, que corrió en la primera parte de la temporada 1980 por los mismos Emerson y Keke, incluso subiendo a podios.

## Resultados

### Fórmula 1
(Clave) (negrita indica pole position) (cursiva indica vuelta rápida)

| Año     | Chasis            | Motor                    | Neu. | N.º | Pilotos      | 1   | 2   | 3   | 4   | 5   | 6   | 7   | 8   | 9   | 10  | 11  | 12  | 13  | 14  | 15  | Puntos | Pos. |
| ------- | ----------------- | ------------------------ | ---- | --- | ------------ | --- | --- | --- | --- | --- | --- | --- | --- | --- | --- | --- | --- | --- | --- | --- | ------ | ---- |
| 1979    | WR7 WR8 WR9 WR8/9 | Ford Cosworth DFV 3.0 V8 | G    |     |              | ARG | BRA | RSA | USW | ESP | BEL | MON | FRA | GBR | GER | AUT | NED | ITA | CAN | USA | 0      | NC   |
| 1979    | WR7 WR8 WR9 WR8/9 | Ford Cosworth DFV 3.0 V8 | G    | 20  | James Hunt   | Ret | Ret | 8   | Ret | Ret | Ret | Ret |     |     |     |     |     |     |     |     | 0      | NC   |
| 1979    | WR7 WR8 WR9 WR8/9 | Ford Cosworth DFV 3.0 V8 | G    | 20  | Keke Rosberg |     |     |     |     |     |     |     | 9   | Ret | Ret | Ret | Ret | Ret | DNQ | Ret | 0      | NC   |
| Fuente: |                   |                          |      |     |              |     |     |     |     |     |     |     |     |     |     |     |     |     |     |     |        |      |